# Valdenor Guedes
Valdenor Guedes Soares ComMM (Macapá, 31 de janeiro de 1954) é um químico, pastor da Assembleia de Deus e político brasileiro filiado ao Avante. Pelo Amapá, foi deputado federal durante dois mandatos.

## Dados biográficos
Filho de Pitágoras da Mota Soares e Nelga Guedes Soares. Formado em Química Industrial na Universidade Federal do Amapá em 1981, fez um curso de fabricação e controle dos medicamentos no Laboratório Químico e Farmacêutico do Exército (LQFEX) no Rio de Janeiro. Candidato a deputado federal pelo PFL em 1986, não foi eleito, bem como perdeu a eleição para vereador em Macapá em 1988, quando pertencia aos quadros do PDT. A seguir foi diretor-técnico da Companhia de Águas e Esgotos do Amapá (CAESA) e retornou ao PFL antes de assumir uma coordenadoria junto à Secretaria de Meio Ambiente do Amapá.
Eleito deputado federal pelo PTB em 1990, votou a favor do impeachment de Fernando Collor em 1992, migrando para o PP no curso da legislatura, sendo reeleito por esta legenda em 1994.
Em 1996, como deputado federal, Valdenor foi admitido pelo presidente Fernando Henrique Cardoso à Ordem do Mérito Militar no grau de Comendador especial.
Pastor da Assembleia de Deus, filiou-se ao PPB e depois ao PSC e tentou um novo mandato de deputado federal nos quatro pleitos seguintes, mas não foi bem sucedido, assim como não se elegeu vereador na capital amapaense em 2008.